# Canaima (novela)
Canaima es una novela de aventura y drama, escrita por Rómulo Gallegos, publicada en 1935, ambientada en la región con el mismo nombre al sur de Venezuela en el estado Bolívar, en especial en la zona de explotación de las minas de oro de El Callao, en ese entonces zona selvática.

## Argumento
En esta obra, la selva del Orinoco es el gran personaje y el motivo que impulsa todas las acciones de sus personajes. La lucha despiadada contra la naturaleza, el terror del caciquismo y el ansia de riquezas, dominio y poder, constituyen el tema principal de esta novela.
Canaima representa una amarga queja contra el caudillismo. Su autor retrata la selva desde una posición ideológica y esta situación se hace presente en sus personajes. Marcos Vargas, cuyo espíritu se inclina hacia la acción desbordada y no a la ensoñación, luego de un período de estudios en la colonia británica de Trinidad (actual Trinidad y Tobago) regresa a Ciudad Bolívar y decide finalmente internarse por las aguas del Río Yuruari. Conoce a Manuel Ladera, rico propietario quien lo ayuda a montar un negocio de carros de mulas para transportarse. Poco a poco se van tejiendo en la vida de Marcos otras personas: José Francisco Ardavín, cacique del Yuruari, metido en el negocio de los carros (motivo por el que Manuel le pasa su negocio a Marcos), un individuo cobarde que se ufana de falsas hazañas guerreras que sí cumplieron los otros Ardavines (José Gregorio Ardavín, su hermano, internado en los montes, casado con una india llamada Rosa Arecuna, enfermo de carare; y Miguel Ardavín, primo de los otros dos, dueño del hato "Palmasola"); José Francisco se enamoró de Maigualida Ladera, hija mayor de Manuel y, como además de cobarde es sumamente impulsivo, decidió que si ella no lo aceptaba por esposo, mataría a todo aquel que le acercara, cosa que cumplió; y el Cholo Parima, "Pantoja", esbirro de los Ardavínes, quien asesina a Enrique Vargas (hermano de Marcos) y a Manuel Ladera.
Estando en Upata, Marcos se enamora de Aracelis Vellorini, "Bordona", la hija menor de Francisco Vellorini. También conoce a Juan Solito, especie de cazador de tigres y brujo. Todavía en Upata, Marcos se hace amigo tanto de Gabriel Ureña, telegrafista, de temperamento reflexivo, como del cobarde y bromista Arteaguita, así como de Ciriaco "Hilderico" Hilder (apodo que le puso Arteagita por el nombre de su compañía "C. HILDER & CO."), dueño de "Los Argonautas" y apasionado de la mitología griega. En El Callao conoce a Apolonio Alcaraván, jefe civil, chacotero y vividor.
Después de hacer justicia por propia mano al matar a tiros al Cholo Parima, Marcos renuncia al amor de Aracelis, se adentra en la selva y se casa con una joven india llamada Aymara, mientras Gabriel se casa con Maigualida y Aracelis con un ingeniero inglés de las minas de El Callao.
La historia termina con Gabriel Ureña, quien educará y cuidará de Marcos Vargas hijo.

## Personajes

### Personajes principales
- Marcos Vargas: Joven con espíritu aventurero. Después de sus estudios en la isla Trinidad, vuelve a la selva venezolana con el fin de ayudar a su madre que vive en la ruina, iniciándose en el negocio de los carros. Aunque tiene un corazón noble, a veces es impulsivo, dejándose llevar por su complejo de "hombre macho". Después de manchar sus manos de sangre, de estar indeciso sobre su relación amorosa y de fracasar con su negocio cauchero, decide abandonarlo todo adentrándose en la selva y casándose con una india.

- Manuel Ladera: Rico propietario del negocio cauchero en el Yuruari. Hombre de familia, de corazón noble y honesto, se convierte como en un segundo padre para Marcos, a quien siempre aconseja que se libre de problemas. Es asesinado cruelmente por el Cholo Parima en un crimen sin sentido.

- Aracelis Vellorini: También llamada "Bordona" por ser la hija menor de Francisco Vellorini. A pesar de tener complejo de niña consentida y caprichosa, también es muy buena gente. Tiene un encuentro gracioso con Marcos Vargas, a quien al principio le caía muy mal, pero después siente una inmensa atracción por él y se hace su novia. Ella es morena, rellena y de ojos claros, que no pasarán desapercibidos por el propio Marcos. Sin embargo, su noviazgo no dura mucho y luego se casa con un inglés.

- Maigualida Ladera: Hija mayor de Manuel Ladera. Extrovertida al principio, introvertida después, gracias a una tragedia causada por el malvado José Francisco Ardavín. Dura mucho tiempo apartada del mundo y de su familia en sentido social, hasta que aparece Gabriel Ureña, su amor de la juventud, con quien se casa al final.

- Gabriel Ureña: Telegrafista, amigo tanto de Marcos como de Manuel, de temperamento reflexivo. De joven le han encantado las costumbres de la iglesia, pero después decide dejarlo todo y marcharse. Regresa ahora para recuperarlo y encontrar su posición en la zona, casándose con Maigualida después de la muerte de don Manuel, el padre de ella.

### Personajes secundarios

#### Aliados
- Arteaguita: Caraqueño. Es bromista y a la vez cobarde. Es del grupo de Marcos y Gabriel, a quienes acompaña en todas sus aventuras.

- Ciriaco Hilder: Apodado "Childerico" por el cómico Arteaguita, dueño de "Los Argonautas". Apasionado por la mitología griega, identifica a casi todo lo que ve por alguno de dichos personajes.

- Apolonio Alcaraván: Jefe Civil de las minas de El Callao. Antes trabajaba con José Gregorio Ardavín. Personaje con una vívida personalidad, conocido por sus carcajadas.

#### Villanos
- José Francisco Ardavín: Cacique del Yuruari. Un hombre muy ruin, sin escrúpulos e impulsivo, que presume de ser "macho entre los machos" pero en realidad es un cobarde. Se obsesiona con Maigualida y mata a cualquier supuesto pretendiente de ella. Al pasar de los años se vuelve tanto alcohólico como enemigo mortal de Marcos Vargas. Después de la muertes de su hermano José Gregorio y de Cholo Prima y la derrota de su primo Miguel, se vuelve loco gracias a su alcoholismo y vaga por las cercanías de Tumeremo.

- Cholo Parima: Esbirro de los Ardavines. Después de la muerte de Enrique Vargas, hermano de Marcos, a quien asesina, se hace llamar "Pantoja" para que no le descubran, aunque todos saben que él fue el promotor de la espantosa "noche en que los machetes alumbraron el Vichada". Asesino serial, mata a Manuel Ladera por órdenes de José Francisco Ardavín. Marcos se convertirá en su obsesión, cuya provocación hace que este le pague con la misma moneda.

- Miguel Ardavín: Dueño de "Palmasola".

### Otros
- Francisco Vellorini: El hombre más rico de toda Upata, padre de las hermanas Vellorini.

- José Vellorini: Hermano de Francisco Vellorini.

- Juan Solito: El cazador de tigres más famoso de Upata, y una especie de brujo.

- Eufrosina Ladera: La segunda hija de Manuel Ladera.

- Rosa María Ladera: Hija menor de Manuel Ladera.

- Berenice Vellorini: Esposa de Francisco Vellorini, famosa por su belleza.

- Leonarda Vellorini: Hija mayor de Francisco Vellorini, hermana de Aracelis.

## Adaptación cinematográfica
La novela fue adaptada a la pantalla grande en 1945 con el filme mexicano Canaima o El dios del mal. La dirección corrió a cargo de Juan Bustillo Oro, con elenco formado por Jorge Negrete en el papel de Marcos Vargas, Gloria Marín como Maigualida, Rosario Granados como Aracelis, Alfredo Varela "Varelita" como Arteaguita, Andrés Soler como el conde Giaffaro, Carlos López Moctezuma como José Francisco Ardavín y Alfonso Bedoya como Cholo Parima.